# Edmond De Busscher
Edmond De Busscher (Brugge, 8 januari 1805 – Gent, 17 januari 1882) was een Belgisch historicus en stadsarchivaris.

## Levensloop
Edmond De Busscher behoorde tot de Brugse drukkersfamilie De Busscher en was een kleinzoon van drukker Joseph De Busscher en een zoon van drukker Guillaume De Busscher, die na de Franse tijd van Brugge naar Gent verhuisde, waar hij zijn carrière als drukker en uitgever van kranten verder zette. Edmond verkoos een rustige baan als stadsarchivaris, wat hem de gelegenheid gaf over historische onderwerpen te publiceren. Hij was een voorvader van de twintigste-eeuwse essayiste Suzanne Lilar en van haar beide dochters, de romanschrijfster Françoise Mallet-Joris en de Gentse kunsthistorica Marie-Claire Fredericq-Lilar.
Hij was onder meer actief als:
- lid van de Koninklijke Academie van België,
- secretaris van de commissie van de Biographie nationale de Belgique,
- medewerker aan de Annales des Beaux-Arts et de Littérature de Gand,
- medewerker aan de Annuaire et Bulletin de l'Académie des Sciences,
- medeorganisator van de honderdste verjaardag van de Académie Royale de Belgique,
- medewerker aan de Annales de l'Académie archéologique de Belgique.

## Publicaties
- Beschrijving van den historischen stoet der graven van Vlaanderen, 1849.
- Rapport sur l'état et les travaux de la Société royale des Beaux-Arts et de Littérature de Gand (...), 1850.
- Les ruïnes de l'abbaye de Saint Bavon, 1850.
- Félix Bogaerts, notice biographique et littéraire, 1851.
- Fêtes et sollenités gantoises du XVIe siècle, aperçu rétrospectif, 1851.
- Cour des cloîtres de l'abbaye de Saint Pierre, 1854.
- Notice que Lieven van den Clite, peintre gantois du XVe siècle (...), 1854.
- Peinture murale à l'huile du XVe siècle à Gand, 1857.
- Fresques du XIVe siècle découvertes à Gand, 1861
- Notice que Félix Guillaume Marie Bogaerts, 1862.
- Joseph Pierre Braemt, graveur, 1865.
- Juste Billet, chroniqueur gantois de XVIIe siècle. Aperçu des moeurs flamandes, 1873.
- Le livre de la corporation des peintreset sculpteurs gantois (1388 à 1539 -1574 à 1712.